# Партія свободи (Нідерланди)
«Па́ртія Свобо́ди» — крайньоправа політична партія Нідерландів. Має характеристику антиісламської сили. 
Партія була заснована депутатом Палати представників Гертом Вілдерсом після його виходу з ліберальної Народної партії за свободу і демократію. 
Під час європейських виборів у червні 2009 вона набрала майже 17% голосів.
На комунальних виборах у Нідерландах у міських радах Гааги та Альмере. Свою передвиборчу кампанію на комунальних виборах Вілдерс побудував переважно на ворожих до іноземців гаслах. Зокрема, він вимагає заборонити мусульманкам носити хустки в усіх офіційних установах, створити народну дружину, яка б контролювала мусульманську молодь. Під час однієї з телевізійних дискусій він висунув вимогу більше не дозволяти мусульманам і особливо марокканцям оселятися в країні.

## Результати виборів

### Палата представників
| Рік  | К-сть голосів | % голосів | Місце | Місць | +/-  | Уряд            |
| ---- | ------------- | --------- | ----- | ----- | ---- | --------------- |
| 2006 | 579,490       | 5.89%     | 5     | 9     | нова | Опозиція        |
| 2010 | 1,454,493     | 15.45%    | 3     | 24    | +15  | Підтримка уряду |
| 2012 | 950,263       | 10.08%    | 3     | 15    | -9   | Опозиція        |
| 2017 | 1,372,941     | 13.10%    | 2     | 20    | +5   | Опозиція        |

| Рік  | К-сть голосів | % голосів | # місць  |
| ---- | ------------- | --------- | -------- |
| 2009 | 769,125       | 16.97%    | 4 (з 25) |
| 2014 | 633,114       | 13.32%    | 4 (з 26) |